# Arioso
En música clàssica, un arioso, és una forma musical per a veu de solista, que ocupa la plaça intermediària entre el recitatiu, de naturalesa narrativa, i la ària, més musical. L'arioso va aparèixer en el transcurs del segle xvi, al mateix temps que la monodia acompanyada i l'òpera, de la qual és indissociable. És usat, no només a el cant líric, sinó en qualsevol gènere musical on hi ha un relat o el desenvolupament d'una acció dramàtica, com la cantata, l'oratori, etc. S'assembla al recitativo accompagnato, amb el qual sovint es confon.
Un exemple d'arioso el trobem a La flauta màgica de Mozart, al final del primer acte. Amb caràcter d'andante, ho canta un sacerdot (Sprecher): «Sobald dich führt des Freundschaft Hand ins Heiligtum zum ew'gen Band».

## Entre el recitatiu i l'ària
L'arioso s'assembla al recitatiu per la seva estructura lliure i les seves inflexions melòdiques, pròximes a la paraula. S'assembla a l'ària per les seves característiques melòdiques; les frases sovint són més cantades que en un recitatiu. A diferència de l'ària, a nivell estructural, habitualment no hi ha cap repetició ni es distingeix un tema clarament.
En una composició musical, l'arioso pot constituir un número independent, a diferència del recitatiu que sol estar precedint una ària amb la que té una estreta relació. Pot igualment, formar part d'un fragment d'uns quants compassos que queden inserits en una estructura més desenvolupada, ja sigui un recitatiu, una ària o un número de cor.
Durant el segle xix, quan els compositors d'òpera anaven abandonant progressivament la forma estricte de l'ària da capo i l'alternança «recitatiu-ària», s'obriren camins com el de la «melodia infinita» que podem observar en les obres de Richard Wagner. En aquest context, el model formal de l'arioso va tenir un paper més protagonista.